# Protestantyzm w Kambodży
Protestantyzm w Kambodży w 2010 roku posiadał 220 000 wyznawców, co stanowiło 1,5% populacji. Większość protestantów w kraju stanowią zielonoświątkowcy (1,0%), w większości będący członkami lub wiernymi Kościoła Poczwórnej Ewangelii. Do innych większych grup należą: niezależne kościoły ewangelikalne, metodyści, baptyści i adwentyści dnia siódmego.
W 1923 misjonarze CMA byli pierwszymi długotrwałymi protestanckimi pracownikami misyjnymi na obszarze Kambodży. Założony przez nich kościół nosi dzisiaj nazwę Kościół Ewangeliczny Khmerów i liczy 4348 ochrzczonych członków, w 65 kościołach zarejestrowanych i 157 grupach niezarejestrowanych.
Według raportu Gordon Conwell Seminary z 2013 roczny przyrost chrześcijan w Kambodży wynosił 5,87%. Według tego raportu Kambodża znajdowała się na 9 miejscu wśród państw świata, z największym rocznym przyrostem chrześcijan.

## Statystyki
Największe Kościoły w kraju, w 2010 roku, według Operation World: 
| Kościół                             | Liczba wiernych | Liczba zborów | Procent ludności |
| Kościół Poczwórnej Ewangelii        | 135 000         | 818           | 0,9%             |
| Kościół „Rzeka Życia”               | 12 800          | 340           | 0,09%            |
| Zbory Boże w Kambodży               | 10 700          | 40            | 0,07%            |
| Kościół Metodystyczny               | 9600            | 365           | 0,06%            |
| Kambodżańska Konwencja Baptystyczna | 8600            | 175           | 0,06%            |
| Kambodża Dla Chrystusa              | 8000            | 72            | 0,05%            |
| Kościół Ewangeliczny Khmerów        | 7950            | 182           | 0,05%            |
| Kościół Adwentystów Dnia Siódmego   | 7400            | 8             | 0,05%            |
| Harvest Time Ministries             | 6200            | 152           | 0,04%            |
| Wspólnota Nowego Życia              | 3500            | 60            | 0,02%            |
| Wolny Kościół Metodystyczny         | 652             | 3             | 0,004%           |